# FIFA (비디오 게임 시리즈)
FIFA, 혹은 FIFA 시리즈 등으로 잘 알려진 이 게임은 EA 스포츠의 시리즈로 EA사에 의해 매년 발매되는 축구 비디오 게임 시리즈이다. 이 게임이 처음 발매되기 시작한 1993년 말 이래로, 이 게임은 비디오 게임 프랜차이즈로 잘 알려져 있다.

## 역사
EA가 '매든 NFL'과 'NHL' 시리즈를 처음 냈을 때 큰 경쟁상대가 없었던 반면, EA가 다음 스포츠 시리즈로 축구를 낸다고 했을 때, 축구 게임의 경우는 '센서블 사커'나 '킥 오프', '매치데이 사커'등이 이미 80년대 후반부터 치열한 경쟁시장을 구축하고 있었다.
이 시리즈가 시작된 1993년 말에, 처음으로 FIFA의 공식 라이선스를 취득한 것이 주목을 받았다. 이 시리즈의 최신판은 잉글랜드의 프리미어 리그, 챔피언십 리그, 풋볼 리그 1, 풋볼 리그 2와 이탈리아 세리에 A와 세리에 B, 스페인의 프리메라리가, 세군다 디비시온 등 세계 여러 리그와 클럽들의 독점적인 라이선스를 취득했고 이는 리그, 클럽, 선수의 실제 이름과 선수들의 실제 얼굴 사용권을 취득해 사용하고 있다.
2023년에 역사의 뒤안길을 사라지고, EA SPORTS FC으로 대체된다.

### 역대 FIFA 시리즈
- FIFA 인터내셔널 사커 (FIFA 94)
- FIFA 95
- FIFA 96
- FIFA 97
- FIFA 98: 로드 투 월드 컵
- FIFA 99
- FIFA 2000
- FIFA 2001
- FIFA 2002
- FIFA 2003
- FIFA 2004
- FIFA 2005
- FIFA 06
- FIFA 07
- FIFA 08
- FIFA 09
- FIFA 10
- FIFA 11
- FIFA 12
- FIFA 13
- FIFA 14
- FIFA 15
- FIFA 16
- FIFA 17
- FIFA 18
- FIFA 19
- FIFA 20
- FIFA 21
- FIFA 22
- FIFA 23

## 사운드트랙
FIFA 시리즈의 사운드트랙은 매년 발매되는 FIFA 시리즈에 삽입되는 노래들의 모음집이다.

## FIFA 온라인
FIFA 온라인은 EA사가 대한민국의 Pmang(피망)과 합작으로 EA만의 게임 제작 저력과 Pmang의 온라인 서비스가 만나 2006년 5월부터 서비스 되기 시작한, FIFA의 온라인화된 게임이라고 할 수 있다. 2010년에는 EA 스포츠 자체적으로 전 세계에 서비스할 목적으로 FIFA 온라인을 오픈 베타하였다. 중화인민공화국 등 다른 나라에서도 FIFA 온라인 2가 현재 서비스중이다. 2012년 12월 18일, 후속작인 피파 온라인 3는 스피어헤드(前 EA 서울 스튜디오)가 개발하고 넥슨에서 정식 서비스를 시작하여 피파 온라인 2는 한국 서버에선 완전히 종료되었다. 하지만 베트남에선 피파 온라인2가 운영중에 있다.

## 다른 제목의 시리즈
FIFA 월드컵, UEFA 유럽 축구 선수권 대회(EURO 시리즈), UEFA 챔피언스리그같은 특별판 (UEFA 챔피언스리그 버전을 제외한 두 버전은 국가대표팀만 선택 가능)도 있는데 이러한 특별판은 본 시리즈에 해당하는 매년 나오는 FIFA 시리즈들을 보완하는 성격을 갖는다.
월드컵 게임의 경우, 1998년과 2002년 버전에서는 월드컵 참가국에 참가하지 않은 나라 몇 개만 추가하여 40~41개 국가밖에 선택할 수 없었으나 2006년 버전에서는 예선전이 추가되어 선택 가능한 국가들이 127개국으로 늘어났다. 2010년 버전에서는 127개국에서 199개국으로 72개국이 늘어나 FIFA의 몇몇을 제외한 거의 모든 회원국을 플레이할 수 있게 되었다. 아시아 예선과 북중미, 아프리카 예선이 1라운드부터 시작되고, 실제 월드컵 일정과 똑같이 맞춰져 있다. 다만, 이번 작에서는 콘솔 판에 주력하여 PC판이 발매 예정에 없지만, FIFA 온라인 2에서는 월드컵 모드 서비스를 개시하여 PC로도 온라인 상으로 월드컵을 플레이 할 수 있어 PC판의 아쉬움을 대신할 수 있게 되었다. 차기작인 2014년 버전에는 예선부터 참가한 모든 팀이 등장한다. 2018년 버전부터는 DLC로 출시된다.

## 같이 보기
- EA 스포츠
- 국제 축구 연맹
- FIFA 월드컵
- FIFA e월드컵
- 스포츠 게임
- 축구 감독